# Fürth
Fürth (tyska: [fʏʁt]
 ( lyssna)) är en kretsfri stad i det tyska förbundslandet Bayern och är sammanvuxen med sin store granne Nürnberg som ligger strax österut. Staden har ett ur kommunikationssynpunkt bra läge med flera motorvägar liksom Main-Donau-kanalen och Nürnbergs flygplats i sin omedelbara närhet.
Tillsammans med Nürnberg och Erlangen bildar Fürth kärnan i ett storstadsområde med cirka 1,3 miljoner invånare.

## Historia
Fürth omnämns i skrift första gången 1007 men antas vara äldre än så. Under 30-åriga kriget brändes nästan hela staden ner. 1835 startade den första järnvägen i Tyskland mellan grannstäderna Nürnberg och Fürth.  
Staden blev i stort sett skonad från allierade bombangrepp under andra världskriget och den var under tiden före kriget också en tillflyktsort för judar som fördrevs från Nürnberg. 1938 förstördes emellertid synagogan under Kristallnatten och efter 1941 var i stort sett hela den judiska befolkningen deporterad. På grund av den sedan länge stora toleransen mot judar har staden ibland kallats Frankens Jerusalem.
1950 blev Fürth klassad som en storstad då antalet invånare översteg 100 000.

## Kommunikationer
Fürth är ansluten till Nürnbergs tunnelbana.

## Idrott
Fotbollslaget SpVgg Fürth hade sin storhetstid under 1920-talet då man tillsammans med grannstadens lag 1. FC Nürnberg dominerade tysk fotboll. Under 1950-talet hade man landslagsspelarna Karl Mai och Herbert Erhardt i laget. 1996 gjorde en fusion att man bytte namn till SpVgg Greuther Fürth. Man spelar i dag i Bundesliga.

## Kända personer
- Max Grundig, grundare av elektronikföretaget Grundig

### Födda i staden
- Ludwig Erhard, tysk politiker, förbundskansler 1963–1966
- Friedrich Gustav Jakob Henle, tysk anatom, professor
- Henry Kissinger, amerikansk politiker, utrikesminister 1973–1977, nobelpristagare